# Dofus
Dofus é um jogo MMORPG em 2D lançado em setembro de 2004 pela produtora francesa Ankama Games.

Era feito inteiramente em Flash até 3 de dezembro de 2024, quando o jogo foi reescrito utilizando a ferramenta Unity. Dofus tem várias formas de jogabilidade: PVP, PVM, calabouços e missões, conta ainda com 19 tipos de personagens, divididos em classes e 18 profissões.
O enredo gira em torno de seis ovos mágicos perdidos, os Dofus, e que os aventureiros os procuram, além da rivalidade entre as duas maiores cidades do jogo, Bonta e Brakmar desde os primórdios de Amakna.

O jogo foi publicado no Brasil em Abril de 2008, foi publicado pela Level Up! e é atualmente distribuído pela própria criadora, a Ankama, após terminar o contrato com a Level Up.
Por muitos séculos, a existências dos Dofus foi um segredo muito resguardado, que, só veio a tona quando foram roubados após o assassinato de seus guardiões. [carece de fontes?]
Os aventureiros buscam as relíquias até o dia de hoje, mas não sabe-se ao certo o paradeiro dos ovos. [carece de fontes?]

## Jogabilidade

### Profissões
Após a atualização 2.29 todas as profissões estão disponíveis para cada personagem exercer e crescer sem nenhum fator limitante (exceto para jogadores não-assinantes).
Ao evoluir uma profissão, ou seja, conquistar níveis mais altos o jogador passa a poder coletar novos recursos e/ou produzir novos itens, para liberar a produção de um determinado item deve-se obter o mesmo nível na profissão responsável por produzi-lo. Quando o jogador alcança o nível 130 em um de seus ofícios de criação lhe é permitido alterar as características dos objetos em que é especialista.
Alfaiate: Confecciona capas, chapéus e mochilas.
Alquimista: Principal função é a criação de poções capazes de recuperar pontos de vida e energia dos personagens, porém faz a coleta de plantas que podem ser usadas na confecção de diversos itens.
Caçador: Está é a única profissão que coleta seus recursos através do combate com criaturas, sendo necessário a utilização de uma arma modificada para tal profissão, sua principal função é a obtenção de carnes que quando preparadas podem recuperar vida e energia do personagens.
Escultor: Cria varinhas, arcos e bastões.
Fabricante: Cria troféus, ídolos e escudos.
Faz-Tudo: Confecciona os itens necessários para criar montarias e chaves para acessar os calabouços.

### Classes de personagens
Dofus é divido em 18 classes, que estão listadas abaixo:
Eliotrope
Jogabilidade gira em torno de portais, conforme o dano é ''compartilhado'' entre esses portais, ele aumenta.
Huppermago
Tem como base de jogo estados elementais, colocados nos inimigos por via de feitiços ofensivos, e também as combinações dos mesmos que proporcionam posicionamento e entrave tendo feitiços de todos os elementos.
Kilorf
É uma classe que busca contato para infligir o máximo de danos. Para ser mais exato, seus feitiços se baseiam em duas mecânicas-chave: a Raiva e a Presa. O Kilorf tem a possibilidade de aumentar sua Raiva gradualmente, lançando certos feitiços muito poderosos, repartidos em todas as vias elementares. O Kilorf pode designar uma Presa através de um feitiço de classe, lançado a média distância, que marca um alvo: ele se torna seu alvo principal.
EnutrofSão caçadores de tesouros natos, eles visam a riqueza acima de tudo, pegando para si qualquer coisa que possa se transformada em kamas. Quando entram em um grupo, pode ter certeza de que estão atrás dos itens mais preciosos.
CraTem uma reputação lendária. Como são treinados desde pequenos, dizem que um Cra adulto é capaz de atingir uma agulha a mais de mil quilômetros de distância numa velocidade de mais de 60 km por hora. Por outro lado, essa fama toda lhes deu um ego enorme. Ainda assim, não há outra raça que consiga unir músculos preparados, olhos de águia e flechas mortais.
Nome proveniente da palavra Arc, arco em francês, é uma classe arqueira tem um ataque bom e um grande alcance, podendo também morrer facilmente devido a sua baixa resistência. Eles são feitos para atacar e fugir do seu inimigos.
EcaflipSão guerreiros que confiam sua vida à espada da Sorte. São jogadores por natureza e, apesar de surgirem sempre nos locais mais inesperados, podem ser facilmente encontrados disputando partidas por tavernas de toda Amakna. São seres alegres, mas que não hesitam em apostar tudo numa jogada de sorte pela vitória.
Seus ataques podem ser devastadores, ou ridiculamente fracos. Tudo para um Ecaflip depende da sorte. São pessoas-gato, seu próprio nome é um anagrama de "Pil ou Face", que significa cara ou coroa.
EniripsaSeres abençoados capazes de curar a dor com uma simples palavra. Todos os seus truques têm como base “palavras do poder”, e algumas delas são tão fortes que podem apagar a existência de um inimigo por completo. Alguns Eniripsas se tornam caçadores, buscando as palavras mais obscuras e esquecidas.
Seu nome provém palavra aspirine lida de trás para frente. Ele ajuda a restaurar os pontos de vida de seus companheiros, aprimorar os poderes dos aliados e deixar os inimigos a beira da morte.
EnutrofSão caçadores de tesouros natos, eles visam a riqueza acima de tudo, pegando para sí qualquer coisa que possa se transformada em kamas. Quando entram em um grupo, pode ter certeza de que estão atrás dos itens mais preciosos.
Seu nome é proveniente da palavra fortune em francês, lida ao contrário. A classe, que, em combate, pode ser franca nos primeiros níveis, mas quando conseguem seus principais feitiços podem se tornar mestres do PVP.
FecaSão os protetores de Amakna, com seus poderes são capazes de criar barreiras protetoras para seus aliados. Eles foram os primeiros guardiões dos Dofus, até que algo deu muito errado. São extremamente respeitados e procurados pelos aventureiros, tanto pelos seus escudos quanto pelo seu talento com bastões.
Seu nome deriva da palavra café, que era o que os programadores do jogo tomavam para se manter acordados. Tem a melhor defesa do jogo, suas habilidades consistem em aumentar sua defesa contra ataques de todos os tipos, para depois massacrar os inimigos.
IopSão do estereótipo máximo de cavaleiro. São extremamente educados, cavalheiros, honrados e corajosos e lutam pela paz do Mundo. Mesmo que seja um tédio conversar com um Iop, ninguém pode negar que são guerreiros incríveis, capazes de vencer qualquer desafio.
Nome proveniente da marca de iogurtes Yop, possuem ataques com danos catastróficos além do bom controle do campo de batalha.
OsamodasSão invocadores natos. Desde cedo são capazes de invocar criaturas e treiná-las para serem seus companheiros de batalha.
São praticamente veterinários, vivem para servir suas criações, podem criar de pequeninos Tofus até poderosos dragões.
PandawaSão guerreiros nômades, especialistas em criar bebidas alcoólicas poderosas. Com elas, conseguem ficar embriagados, assim fortalecendo seus corpos e mentes. Um guerreiro Pandawa não hesita em erguer um inimigo e arremessá-lo longe, e em batalha também pode carregar seus companheiros.
Suas habilidades consistem na criação e manipulação de bebidas alcoólicas, tem um bom poder de ataque, já que são capazes de manipular certos elementos da natureza.
RoublardAssim como os Zobals (seus eternos inimigos), não adoram nenhum Deus, mas possuem ataques baseados em bombas de vários elementos que possuem diferentes efeitos. As bombas aumentam seus efeitos após alguns turnos, e se ficarem em uma mesma linha, a uma certa distância, cria-se uma parede que afetará quem pisar nela.
Foi lançada juntamente com os Zobais.
SacrierSão guerreiros poderosos, capazes de derrotar exércitos inteiros, sem se importar com a quantidade de adversários. Treinam para lutar e com auxílio de seus feitiços de punição tornam-se ainda mais poderosos a cada golpe recebido. São o terror de qualquer campo de batalha, pois podem manipular a posição dos jogadores.
Seu nome é derivado do francês, da junção de sacrifice e crieur.
SadidaSua é especializada em criar bonecos, que tiram PA e PM, capazes de tirar danos fortes e poderosos se sacrificando. Suas artes são misteriosas. Usando cajados, conseguem tirar altos danos e suas invocações são armas terríveis, que atacam não apenas o corpo e a mente do adversário. Especula-se que seu nome deriva da marca Adidas por conta de sua constate locomoção percorrendo grandes distâncias, a classe é definida como "As botas do Sadida". Adoram a natureza, são capazes de controlar os oponentes, fazendo surgir terremotos, sarças e plantas venenosas. Conseguem criar árvores com certar características no campo de batalha, podendo até transmutar-se em uma delas.
SramSão espiões silenciosos, capazes de se infiltrar em qualquer fortaleza sem serem vistos. Todos os Srams sofrem de uma cleptomania compulsiva, e não conseguem ceder à tentação de furtar objetos de valor.
Seu nome é um palavra mars (Marte em inglês ou chocolate em francês). São gatunos astutos, podem ficar invisíveis e plantar bombas indetectáveis no campo.
XelorSão magos que dedicam sua vida ao controle do fluxo temporal. São capazes de influenciar o tempo de forma a deixar seus oponentes vagarosos ou se teleportarem para onde desejarem.
Nome proveniente da marca de relógios Rolex.
ZobalAcham que a força que os deuses dão é pouca, por isso preferem retirar essa força de máscaras. São três máscaras: Clássica, que funciona mais como suporte, Psicopata, que é útil no ataque a curta distância e Covarde, essencial para combates a longa distância e esquiva. É uma das classes que foram criadas posteriormente e só surgiram após certo tempo do lançamento do jogo. Sua implementação foi precedida em 15 de fevereiro de 2011 para jogadores que adquiriram um pacote especial, e alguns meses depois foi disponibilizado para toda a comunidade.
SteamerSua jogabilidade é centrada em torres sendo elas: Ofensiva (Arpoaça), Defensiva (Guardaça) e Tática (taticaça). Suas funções em combate podem variar conforme as necessidades.

## Servidores
Desde o seu lançamento, Dofus teve mais de 25 milhões de contas criadas, incluindo 90% dos assinantes desde o seu lançamento distribuídos por vários servidores. Dofus tem cerca de 500.000 assinantes ativos (número desatualizado). Os dois servidores brasileiros Spiritia e Helioboros foram unificados em 2017 e adota o nome de Crocabulia.
|                    | Comunidade      | Data de lançamento |
| ------------------ | --------------- | ------------------ |
| Aguabrial          | Espanha         | 23 – 11 – 2007     |
| Allister           | França          | 12 – 04 – 2007     |
| Alma               | Espanha         | 11 – 07 – 2007     |
| Amayiro            | França          | 22 – 05 – 2007     |
| Brumaire           | França          | 19 – 12 – 2006     |
| Danathor           | França          | 18 – 04 – 2008     |
| Djaul              | França          | 21 – 11 – 2005     |
| Domen              | França          | 05 – 04 – 2007     |
| Hecate             | França          | 25 – 04 – 2006     |
| Hel Munster        | França          | 18 – 03 – 2008     |
| Helsephine         | França          | 15 – 10 – 2007     |
| Hyrkul             | França          | 03 – 07 – 2007     |
| Jiva               | França          | 24 – 08 – 2004     |
| Lily (server)      | França          | 15 – 02 – 2008     |
| Maimane            | França          | 03 – 10 – 2006     |
| Menalt             | França          | 29 – 08 – 2006     |
| Nehra              | Alemanha        | 11 – 07 – 2007     |
| Otomaï             | França          | 15 – 01 – 2008     |
| Pouchecot          | França          | 19 – 12 – 2006     |
| Raval              | França          | 22 – 02 – 2006     |
| Rosal              | Internacional   | 26 – 09 – 2006     |
| Rushu              | Internacional   | 01 – 09 – 2005     |
| Rykke-Errel        | França          | 26 – 06 – 2007     |
| Shika              | Reino Unido     | 05 – 04 – 2007     |
| Silouate           | França          | 13 – 02 – 2007     |
| Silvosse           | França          | 05 – 12 – 2006     |
| Solar              | Estados Unidos  | 26 – 06 – 2008     |
| Spiritia           | Brasil/Portugal | 11 – 06 – 2008     |
| Sumens             | França          | 08 – 06 – 2006     |
| Helioboros         | Brasil/Portugal | 22 – 09 – 2009     |
| Servidor de Testes | Internacional   | –                  |

### Subscrição
As contas de Dofus são separadas em free-to-play e pay-to-play. O jogo tem uma zona restrita aos jogadores free to play que são Incarnam e Astrub com suas áreas periféricas, os jogadores gratuitos possuem restrições quanto ao nível de suas profissões que não podem ultrapassar 60, além de, ao decorrer dos níveis de base adquiridos torna-se inviável o leveling nesta área, pois os monstros são voltados apenas para o usuários iniciantes. O acesso a demais modalidades do jogo são muito restritas, como os calabouços disponibilizados (apenas 4) e a não possibilidade de utilizar montarias e acessar o PVP.

Para os pagantes toda a gama de possibilidades no jogo são abertas. Existem planos de assinatura a partir de sete dias, além dos mensais, bimestrais, semestrais e anuais - cada qual acompanha um desconto em relação ao plano menos e um brinde específico. As possibilidades são diversas, vão de boleto bancário a débito em conta.

## Upgrades
Dofus passa por vários aprimoramentos regulares, o maior deles foi a transição para versão 2.0. Essa nova versão foi lançada em 2 de Dezembro de 2009. Uma grande parte do jogo foi recriada. A equipe de desenvolvimento reescreveu completamente o cliente do jogo e otimizou também a comunicação com os servidores. Isso no âmbito de oferecer melhores resultados de utilização e uma maior liberdade de evolução para as próximas extensões. Nesta versão houve também um trabalho imenso de remodelação gráfica, todo o universo gráfico do jogo foi retrabalhado.
Em 3 de dezembro de 2024 o jogo foi atualizado para a versão 3.0, isto marcou a transição definitiva do antiga versão em Flash para o Unity.

## Troca de titularidade no Brasil
Em 14 de dezembro de 2011 a Ankama Games assumiu totalmente a gestão de Dofus no país, anteriormente o jogo era distribuído pela Level Up! Games desde seu lançamento. Os motivos que provocaram a ação não foram divulgados.

## Prêmios
- Prêmio do melhor jogo e prêmio do Público Flash Festival França em Maio de 2004.
- Jogo do mês pela Revista Edge em Julho de 2005.
- Prêmio do melhor jogo e Prêmio do público Flashforward Film Festival Seattle em Fevereiro de 2006.
- Prêmio do público no Independent Games Festival São José em Março de 2006.